# Tangenziale Ovest di Brescia
La tangenziale Ovest di Brescia fa parte del sistema di tangenziali di Brescia. Si presenta come una superstrada a carreggiata doppia, con due corsie per ogni senso di marcia e limite di velocità fissato a 80 km/h. All'estremo settentrionale giunge in località Ponte Crotte allacciandosi alla strada urbana di via Oberdan e alla tangenziale Montelungo, mentre in direzione sud prosegue nella SP IX Quinzanese.

## Tabella percorso
| Tangenziale Ovest di Brescia |                                                                             |      |      |           |
| Tipologia                    | Indicazione                                                                 | ↓km↓ | ↑km↑ | Provincia |
|                              | Castel Mella Zona industriale Raccordo autostradale Ospitaletto-Montichiari | 0    | 8,1  | BS        |
|                              | Brescia via del Mella Fornaci                                               | 1,3  | 6,8  | BS        |
|                              | Brescia via del Serpente                                                    | 2,0  | 6,1  | BS        |
|                              | Brescia via Brixia-Zust (solo carreggiata ovest)                            | 2,7  | 5,4  | BS        |
|                              | Tangenziale Sud di Brescia Milano-Venezia                                   | 4,1  | 4,0  | BS        |
|                              | Brescia via Orzinuovi Fiera                                                 | 4,8  | 3,3  | BS        |
|                              | Brescia via Rose di Sotto Centro Commerciale                                | 5,5  | 2,6  | BS        |
|                              | Brescia via Rose                                                            | 6,0  | 2,1  | BS        |
|                              | Brescia via Milano Padana Superiore (Milano) Sebina Orientale (Lago d'Iseo) | 6,5  | 1,6  | BS        |
|                              | Brescia via Volturno Zona industriale                                       | 7,2  | 0,8  | BS        |
|                              | Brescia via Attilio Franchi                                                 | 8,1  | 0    | BS        |